# Kunstmuseum (Middelburg)
Het Kunstmuseum was een Nederlands museum voor Moderne kunst in de Schuttershof in Middelburg van 1887 tot 1961.
Het museum was opgericht door G.N. De Stoppelaar, die voorzitter was van de vereniging Uit het Volk-Voor het Volk. Vanwege een slechte toestand van het gebouw en financiële problemen sloot het museum. De collectie werd overgedragen aan het Zeeuws Museum.